# باب المجيدي
باب المجيدي أحد أحياء المدينة المنورة يقع شمال المسجد النبوي الشريف خارج السور، ويتفرع منها من جهة الشرق شارع السنبلية وشارع الرومية، وتحتوي على العديد من الكتاتيب والمكتبات والمدارس والأربطة: مثل كتّاب الشيخ عبد الله بن أحمد الرفاعي الهوساوي. وكتّاب الشيخة فاطمة التكرونية، وكتّاب الشيخة عابدة.
كما توجد فيها مكتبة البوشناق ومكتبة ومدرسة الوفائية ومكتبة مدرسة السمرقندية. ومكتبة مدرسة تكية أمير بخارى. ومكتبة ومدرسة دار الأيتام. وسميت بهذ الاسم نسبة للباب المجيدي الذي تطل عليه (باب رقم 16 و 17).